# Stenfalk
Stenfalk (Falco columbarius) är en kompakt liten falk som häckar cirkumpolärt på norra halvklotet.

## Utbredning och systematik
Arten har en nordlig cirkumpolär utbredning och häckar på Island, Brittiska öarna, i Skandinavien, Baltikum, Ryssland, norra Asien och norra Nordamerika. Merparten av världspopulationen är flyttfåglar.

### Underarter
Stenfalken har förekommit på båda sidor av Atlanten under lång tid vilket bevisas av de genetiska skillnaderna mellan de eurasiska och nordamerikanska populationerna. Vissa auktoriteter förespråkar att de utgör två distinkta arter då genflödet mellan populationerna upphört för minst en miljon år sedan, och förmodligen mer. Det eurasiska taxonet får då artepitetet aeasalon.
Eurasiatiska gruppen
- europeisk stenfalk[4] Falco columbarius aeasalon (Tunstall, 1771) – häckar i norra Eurasien från Brittiska öarna, över Skandinavien till centrala Sibirien, i norra Storbritannien med visst genflöde från subaesalon; populationen på Brittiska öarna är stannfåglar medan övriga är flyttfåglar som övervintrar i Europa och i Medelhavsområdet så långt som till Iran
- Falco columbarius subaesalon (C.L. Brehm, 1827) – häckar på Island och på Färöarna, den senare har ett visst genflöde med aesalon och är för övrigt enda rovfågeln på ön; Stannfåglar
- Falco columbarius pallidus (Sushkin, 1900) – häckar på asiatiska stäppen mellan Aralsjön och bergsmasivet Altaj; flyttfåglar som övervintrar i södra Centralasien och norra Sydostasien
- Falco columbarius insignis (Clark, 1907) – häckar i Sibirien mellan floderna Jenisej och Kolyma; flyttfåglar som övervintrar på kontinentala Östasien
- Falco columbarius lymani (Bangs, 1913) – häckar i bergsområden i östra Kazakstan och omkringliggande områden; kortflyttande
- Falco columbarius pacificus (Stegmann, 1929) – häckar från Transbajkal till Sachalin‚ flyttfåglar som övervintrar i Japan, Koreahalvön och närliggande områden.

Amerikanska gruppen
- Falco columbarius columbarius (Linnaeus, 1758) – häckar från Kanada och nordligaste USA och österut till Klippiga bergen, förutom kring Great Plains. Flyttfåglar som övervintrar i södra Nordamerika, Centralamerika, Karibien och norra Sydamerika från Guyana och Surinam till foten av norra Anderna. Övervintrar sällsynt i Norra USA.[5][6]
- Falco columbarius richardsoni (Ridgway, 1871) – häckar på Great Plains från Alberta till Wyoming; stannfåglar
- Falco columbarius suckleyi (Ridgway, 1873) – häckar vid stillahavskusten i Nordamerika, från södra Alaska till norra delarna av staten Washington; stannfågel, men genomför vissa höjdförflyttningar

### Förekomst i Sverige
Stenfalk häckar i barrskog från norra Dalarna och norrut genom större delen av Norrland, men även i fjällen och med några par på Öland.

### Systematik
Stenfalkens släktförhållanden är inte helt utredda. Vad gäller storlek, form och färg är den ganska distinkt gentemot de andra falkarna. Resultat från studier av biogeografi och DNA indikerar att den tillhör en icke-monofyletisk utvecklingslinje av falkar, från Europa till Nordamerika, tillsammans med sparvfalk (F. sparverius),  aplomadofalk (F. femoralis) och dess närmsta släktingar.

## Utseende

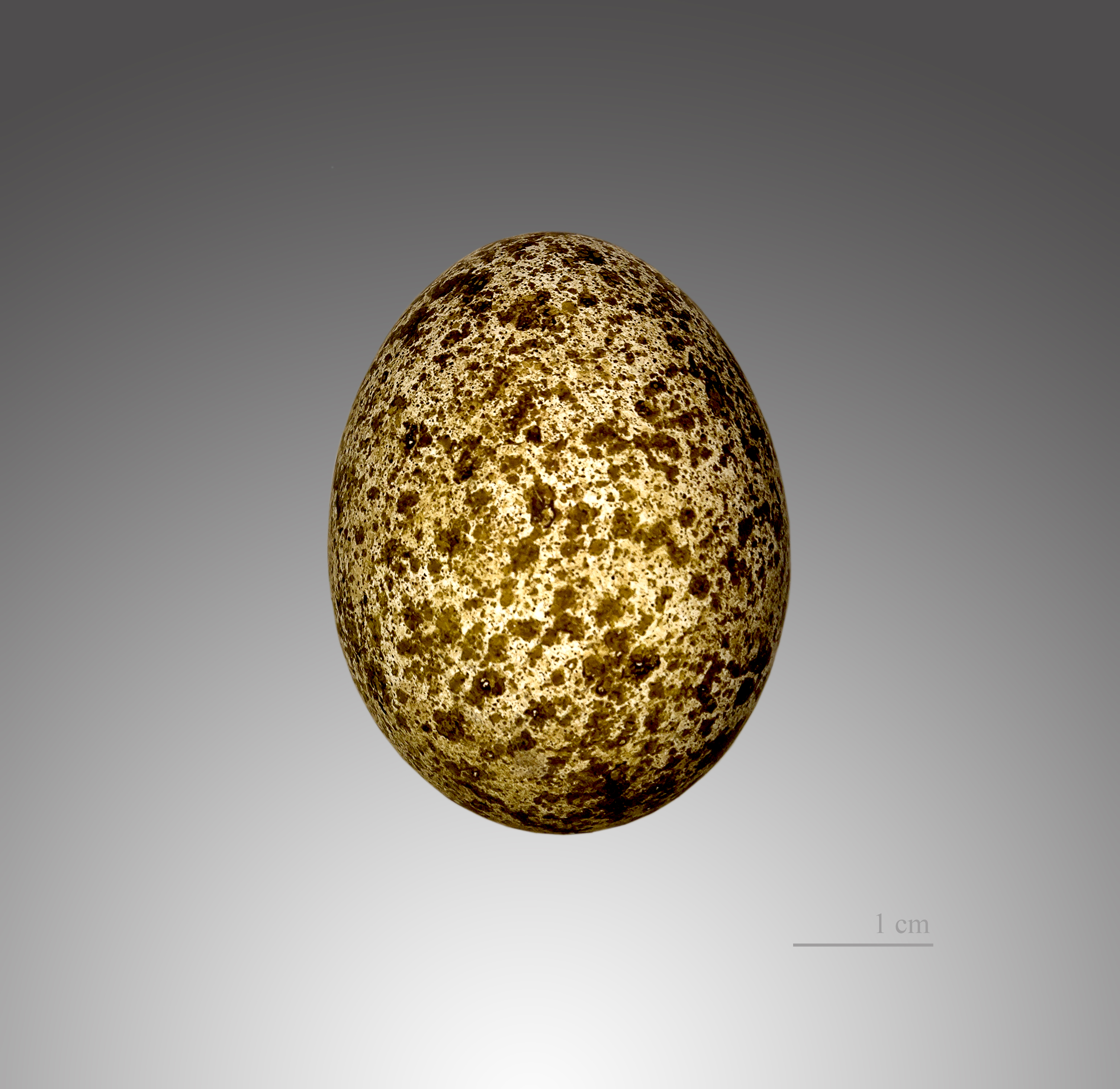
Ägg av stenfalk ur Muséum de Toulouses samling.

Stenfalken är den minsta arten i släktet Falco. Den är en kompakt fågel med ganska breda vingar och lång stjärt. Stenfalken förväxlas ibland med kompakta mindre hökar som sparvhök, men har till skillnad från dessa spetsiga vingar. En adult hane blir mellan 25 och 30 centimeter lång och har ett vingspann på 50–65 centimeter. Hanen är kontrastrikare färgad medan honor och juveniler har gråbrun ovansida och ljusare, kraftigt längsstreckad, undersida och tvärbandad stjärt. Vaxhuden är gul och hos juveniler blågrå.

### Skillnader i utseende mellan underarter
Underarterna skiljer sig mycket i fjäderdräkt. Generellt följer stenfalkens färgvariationerna i de två grupperna, oberoende av varandra, Glogers lag, vilket innebär att de färgstarkaste pigmenteringen förekommer hos de populationer som befinner sig i fuktiga områden, det vill säga närmre ekvatorn. Hanarna av underarten suckelyi, som lever i tempererade regnskogar vid stilla havet är nästan helt svart på ovansidan och kraftigt svartfläckad på buken, medan de ljusaste underarten, pallidus, har mycket lite icke utspädd melanin överhuvudtaget, med grå ovansida och rödaktigt mönster på undersidan.
Den adulta hanen av det i Skandinavien förekommande taxonet F. c. aeasalon har blågrå rygg och stjärt och mörka vingspetsar. Undersidan är ljus med en fin, svart längsstreckning. Ansiktsteckningen är svag, där mustaschstrecket är otydligt med en antydan till ett rostaktigt nackband.

## Ekologi

### Häckning
Stenfalken häckar gärna i övergivna bon efter kråkfåglar eller ringduvor. Den kan också lägga äggen på en klipphylla. Honan lägger i maj–juni fyra till fem ägg och ruvar dem huvudsakligen själv i cirka en månad. Äggen har en gulvit botten, som i stor utsträckning täcks av rödbruna prickar. Ungarna blir flygfärdiga på runt en månad.

### Föda och födosök
Stenfalken jagar framför allt småfågel, men ibland gnagare och insekter. Den kan ta sitt byte både i luften och på marken. Stenfalken sitter gärna på en något upphöjd plats och spanar efter byte.

## Status och hot
Arten har ett stort utbredningsområde och en stor population med stabil utveckling. Utifrån dessa kriterier kategoriserar IUCN arten som livskraftig (LC). Världspopulationen uppskattas till mellan en halv och två miljoner vuxna individer.

### Status i Sverige
Stenfalkens bestånd i Sverige har tidigare bedömts som livskraftigt. Ny data visar dock att den minskar noterbart i antal, så pass att den i 2020 års rödlista kategoriserats som nära hotad. Den svenska populationen uppskattas till 8600 häckande indivivder.